# Saskia Clark
Saskia Clark (Colchester, 23 de agosto de 1979) é uma velejadora britânica, campeã olímpica.

## Carreira

### Londres 2012
Saskia Clark representou seu país nos Jogos Olímpicos de 2008 e 2012, na qual conquistou uma medalha de prata na classe 470. 

### Rio 2016
Ao lado de Hannah Mills, voltaram mais fortes no ciclo olímpica na classe Laser 470, e conquistaram a medalha de ouro.